# Pentatriakontan
Pentatriakontan (CH3(CH2)33CH3) (sumární vzorec C35H72) je uhlovodík patřící mezi alkany, má 35 uhlíkových atomů v molekule.